# Vlastiboř (district de Jablonec nad Nisou)
Pour les articles homonymes, voir Vlastiboř.
Vlastiboř (en allemand : Wlastiborsch) est une commune du district de Jablonec nad Nisou, dans la région de Liberec, en République tchèque. Sa population s'élevait à 115 habitants en 2021.

## Géographie
Vlastiboř se trouve à 5 km au nord-est de Železný Brod, à 12 km au sud-est de Jablonec nad Nisou, à 22 km au sud-est de Liberec et à 91 km au nord-est de Prague.
La commune est limitée par Držkov au nord-ouest, par Zlatá Olešnice au nord-est, par la rivière Kamenice et la commune de Jesenný à l'est et au sud, par Železný Brod au sud-ouest et par Jílové u Držkova à l'ouest.

## Histoire
La première mention écrite du village date de 1627.

## Transports
Par la route, Vlastiboř se trouve à 16 km de Jablonec nad Nisou, à 28 km de Liberec et à 114 km de Prague.